# Giuseppe Luigi Trevisanato

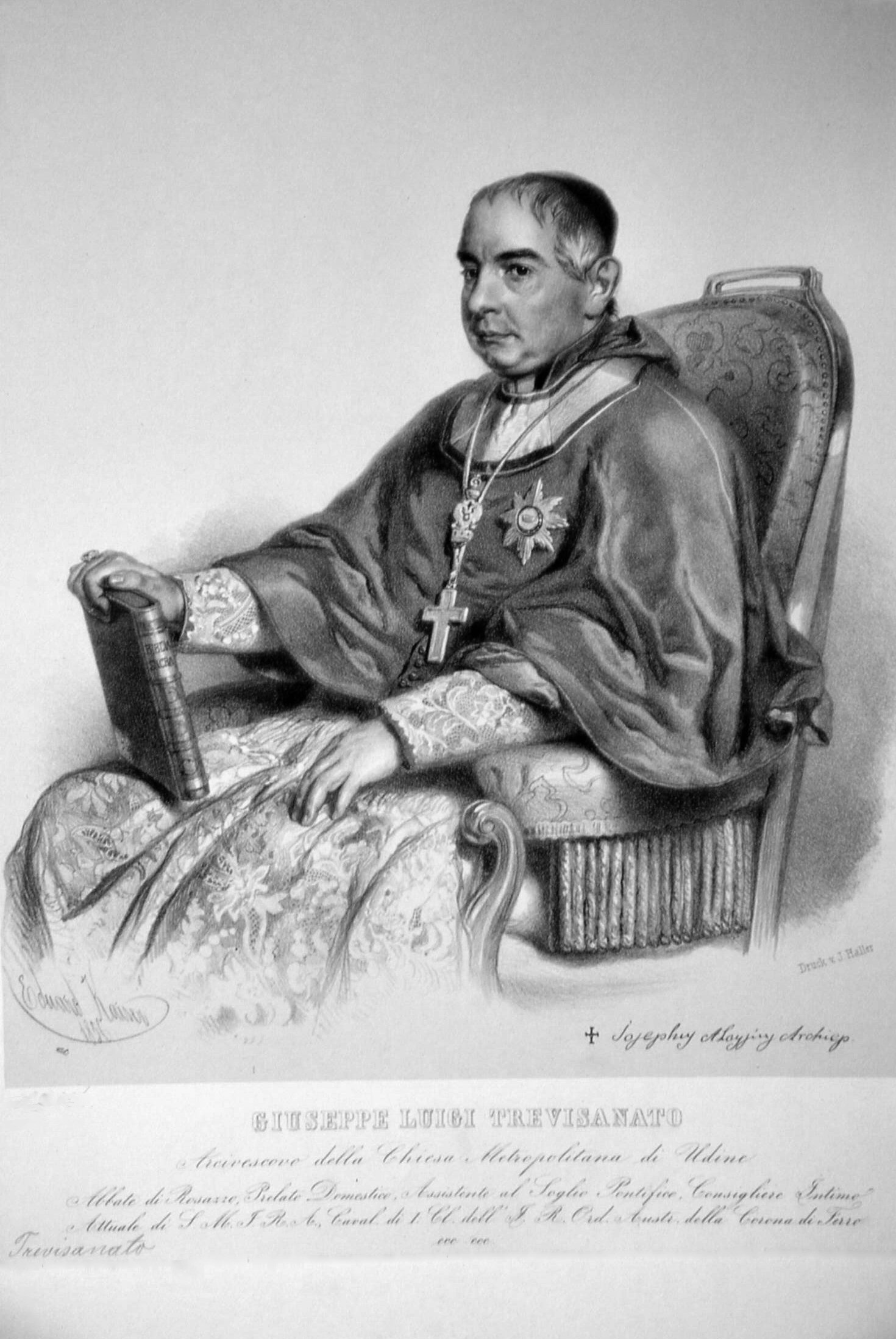
Litho van Giuseppe Luigi Trevisanato

Giuseppe Luigi Trevisanato (Venetië, 15 februari 1801 - Venetië, 28 april 1877) was een Italiaans geestelijke en kardinaal van de Katholieke Kerk.
Trevisanato bezocht het seminarie in Venetië en werd op 13 maart 1824 priester gewijd door de patriarch van Venetië Ján Krstitel Ladislav Pyrker. Hij was vervolgens vooral actief als docent aan het Venetiaans seminarie. Hij was een groot geleerde, met name op het gebied van de Oriëntalistiek en sprak negentien Oosterse talen. Hij vervulde professoraten aan verschillende instellingen. In maart 1852 werd hij door paus Pius IX benoemd tot bisschop van Verona en amper een half jaar later werd hij bevorderd tot aartsbisschop van Udine. In 1854 werd hij assistent bij de Pauselijke Troon en in 1862 benoemde Pius hem tot patriarch van Venetië.
Tijdens het consistorie van 16 maart 1863 creëerde Pius hem kardinaal. De Santi Nereo e Achilleo werd zijn titelkerk. Hij nam deel aan het Vaticaans Concilie, waarbij het dogma van de onfeilbaarheid van de paus werd vastgesteld.
Hij overleed in 1877 en werd begraven op de begraafplaats van San Michele in Venetië. In 1957 werd zijn lichamelijk overschot - op initiatief van Angelo Roncalli, de latere paus Johannes XXIII - herbegraven in de San Marco in Venetië.
Lorenzo Giustiniani · Giovanni Barozzi · Maffeo Gherardi · Thomas Donatus · Marco Cornaro · Gerolamo Querini · Pietro Francesco Contarini · Vincenzo Diedo · Giovanni Trevisan · Lorenzo Priuli · Matteo Zane · Francesco Vendramin · Giovanni Tiepolo · Federico Corner · Gianfranco Morosini · Alvise Sagredo · Gianalberto Badoaro · Pietro Barbarigo · Marco Gradenigo · Francesco Antonio Correr · Aloysius Foscari · Giovanni Bragadin · Fridericus Maria Giovanelli · Ludovico Flangini Giovanelli · Nicola Saverio Gamboni · Francesco Milesi · Ján Krstitel Ladislav Pyrker · Giacomo Monico · Pietro Aurelio Mutti · Angelo Ramazzotti · Giuseppe Luigi Trevisanato · Domenico Agostini · Giuseppe Melchiorre Sarto · Aristide Cavallari · Pietro La Fontaine · Adeodato Giovanni Piazza · Carlo Agostini · Angelo Giuseppe Roncalli · Giovanni Urbani · Albino Luciani · Marco Cé · Angelo Scola · Francesco Moraglia
- Gemeinsame Normdatei: 117636053
- International Standard Name Identifier: 0000 0000 1363 7730
- Istituto Centrale per il Catalogo Unico: TO0V308896
- Virtual International Authority File: 27853604
- WorldCat: E39PBJvxrFyfPFhH7htcJdyfMP